# 토머스 E. 듀이
토머스 에드먼드 듀이(Thomas Edmund Dewey, 1902년 3월 24일~1971년 3월 16일)는 미국의 공화당 정치인이자 법조인이다. 그는 뉴욕 주의 검사로서 마피아 조직 범죄를 소탕하는데 성공하여 전국적인 스타가 되었다. 듀이는 이 인기로 뉴욕 주지사로 선출되었고, 1944년과 1948년 대통령 선거에서 공화당 후보로 출마하였으나 낙선하였다. 그는 뉴욕 주지사로서 1947년 주립 대학 제도를 설립했고, 공중 위생과 교통 정책에 주력하였다. 그의 리더십 아래 뉴욕주는 고용과 교육에서 인종 혹은 종교적 차별을 금지하는 법률을 제정한 첫번째 주가 되었다.
공화당에서 온건 자유주의 세력의 지도자로서, 듀이는 로버트 태프트 상원의원으로 대표되는 보수주의자들과 대립했다. 그는 1952년 드와이트 D. 아이젠하워의 공화당 후보 지명에서 주도적인 역할을 하였다. 듀이가 이끌은 온건 자유주의 세력의 주요 지지층은 미국 북동부의 사업가들과 전문직들이었으며, 이들은 후일 "동부 기득권/Eastern Establishment"이라고 불리게 된다. 듀이의 기조를 이어받은 대표적 거물 정치인은 1959년 뉴욕 주지사와 1974년부터 1977년까지 제럴드 포드 행정부에서 부통령이 된 넬슨 록펠러였기에, 이들은 "록펠러 공화당원"이라고 불리게 된다. 

## 어린 시절과 가족
듀이는 미시간주 오워소에서 태어나 자라났다. 그의 아버지는 미시간 지역 언론 "오워소 타임즈"의 경영자 겸 편집자, 발행인이었다. 그의 어머니는 중부의 소도시가 '현학적인' 동부에 비해 나은 가치관을 가지고 있다는 자부심을 갖고 아들을 가르쳤는데, 실제로 듀이는 열세살에 동네 신문팔이 꼬마 9명의 골목대장으로 두각을 나타냈으며, 학교에서도 반장과 연감 편집장을 도맡아서 했다. 듀이는 미시간 대학교에서 대학 신문 "미시간 데일리" 편집장과 성악 클럽 "피 무 알파 신포니아 " (Phi Mu Alpha Sinfonia)에서 바리톤으로 활약했다. 그는 깊은 바리톤의 음성을 가진 함께 최고의 가수였고, 1923년 그는 국내 노래 경연 대회에서 3위를 하였다. 그는 잠시 전문적 가수로 나설까 고민했지만, 인후 질환이 심해져 그것을 포기하였다.
1928년 듀이는 프랜시스 허트와 결혼하였다. 텍사스주 셔먼의 토박이였던 그녀는 잠시 무대 여배우로 지냈지만, 결혼 후 자신의 연기 경력을 그만두었다. 부부는 2명의 아들 - 토머스 주니어와 존을 두었다. 듀이가 오랜 시간을 뉴욕에서 검찰관과 지방 검사로 지냈지만, 1938년부터 죽을 때까지 뉴욕에서 65마일(105km) 떨어진 폴링 카운티에 위치한 "대플미어" (Dapplemere)라고 이름 붙은 전원 주택에서 살았다. (주지사로 재임할 때는 관사로서 루즈벨트 호텔 1527호 스위트룸에 12년간 살았다.) 전기 작가 리처드 노턴 스미스의 〈토머스 E. 듀이와 그의 세월들〉에 의하면 듀이는 "다른 어느 곳보다도 대플미어를 사랑하였고", 언젠가는 자신이 "난 주말에 시골로 도착하는 특권을 위하여 일주일에 다섯 밤낮을 말처럼 일한다."고 말하기도 했다고 한다. 대플미어는 퀘이커힐이라고도 불리는 잘 가꾸어진 시골 공동체의 일부였다. 퀘이커힐에 사는 듀이의 이웃들 중에는 유명한 리포터이자 라디오 방송인 로얼 토머스, 노먼 빈센트 필 목사와 전설적인 CBS 뉴스의 저널리스트 에드워드 R. 머로가 있었다. 듀이는 평생을 지역 성공회 교회 신도로 지냈고, 평생을 공화당원으로 지냈다.

## 뉴욕의 검찰관과 지방 검사
1930년대 동안 듀이는 뉴욕의 검찰관이었다. 1930년대 초반 자신이 뉴욕의 남부 구역을 위하여 최고 보조 법조인으로 지낸 동안 그는 주류 밀매업자 왝시 고든을 기소하였을 때 그는 처음에 헤드라인을 달성하였다. 추가적으로 그는 연방과 주립 검찰관 둘다로서 갱스터 더치 슐츠를 고소하였다. 슐츠의 첫 재판은 교착 상태로 끝났으며 그의 2번째 재판에 대비하여 슐츠는 시러큐스로 재판지를 옮기고, 그러고나서 거기로 이주하여 자신의 재판을 위하여 시간이 올 때 배심원이 그를 무죄로 찾아 그에게 유죄 판결을 내리는 데 그를 너무 좋아하도록 주민들의 동정을 얻었다. 재판에 이어 듀이와 피오렐로 라과디아는 3번째로 슐츠에게 재판을 내리려고 한 근거들을 찾아 슐츠를 뉴저지주 뉴어크로 숨기게 하였다. 거기서 슐츠는 듀이를 암살하는 계획을 실천하였다. 만약 듀이가 살해된다면 미국 연방 수사국과 연방 정부가 마피아에 전면전을 벌일 것에 위협을 느낀 범죄 두목 러키 루치아노는 슐츠가 그의 계획들을 완성하는 기회를 가지기 전에 그가 살해될 것에 명령하였다. 루치아노의 계획은 그에 따라갔고, 슐츠가 듀이를 살인하는 그의 음모를 결성할 수 있기 전에 슐츠는 뉴어크의 술집의 화장실에서 마피아 암살자에 의하여 총을 맞고 사망하였다. 잠시 후 듀이는 루치아노를 기소하는 데 자신의 관심을 끌었다. 자신의 법률 경력의 거대한 승리에서 그는 미국 역사상 가장 큰 기소 중의 하나를 수행한 포주로 지내온 루치아노를 유죄 판결을 내리는 데 배심원을 납득시켰다.
하지만 듀이는 유명한 마피아 인물들을 단순하게 기소한 것보다 더 많은 것을 하였다. 1936년 뉴욕군에서 특별 검찰관으로 지낸 동안 듀이는 횡령의 고발에 뉴욕 증권거래소의 전 회장 리처드 휘트니를 기소하고 유죄 판결을 내리는 도움을 주었다. 1920년대에 휘트니는 현저한 뉴욕의 비지니스 거물과 사교계 명사로 지내왔다. 듀이는 또한 부두 노동자, 가금류 농부와 뉴욕에서 폭력단원으로부터 온 근로자들을 보호하는 데 법률 집행 노력을 이끌었다. 1936년 듀이는 "뉴욕으로 뛰어난 공헌들의 인정"에 뉴욕 100년 협회의 금메달 상을 받았다. 1939년 듀이는 횡령으로 미국의 나치 지도자 프리츠 쿤을 기소하여 쿤의 조직을 무력하게 만들었고 제2차 세계 대전에 나치 독일을 성원하는 그의 능력을 제한시켰다.
1937년 듀이는 뉴욕군 (맨해튼)의 지방 검사로 선출되었다. 1930년대 후반에 조직 범죄에 대항하는 듀이의 성공적인 노력들과 특히 러키 루치아노의 유죄 판결은 그를 국가적 유명 인물로 바꾸었다. "경찰의 강력계"로 알려진 그의 별명은 폭도에 대항하는 그의 싸움에 기초를 둔 인기 있는 라디오 연속물의 이름이 되었다. 할리우드의 영화 스튜디오들 마저 그의 공훈들에 기초를 둔 몇몇의 영화들을 만들었으며 하나는 험프리 보가트가 러키 루치아노로, 베티 데이비스가 교도소에 그를 놓는 도움을 준 증언을 가진 콜걸로 출연하였다.

## 뉴욕 주지사
1938년 듀이는 인기있는 민주당 현직 주지사 허버트 리먼을 상대로 뉴욕 주지사를 위하여 비성공적으로 나갔다. 그는 뉴욕에서 자신의 선거 운동에 조직 범죄 인물들의 유명한 검찰관으로서 자신의 기록에 근거를 두었다. 자신이 패하였어도 리먼을 대항하여 그의 강력하게 나타냄 (그는 1 퍼센트 만으로 선거르 패하였다)은 그를 국가의 정치적 주의로 데려와 그를 1940년 공화당 대통령 후보 지명을 위한 선구자로 만들었다. 1942년 그는 다시 주지사를 위하여 나갔고, 압도적 대승리에 선출되었다. 1946년 그는 그 포인트에 주 역사상 거대한 차이에 의하여 재선되었으며 1950년 3번째로 선출되었다.
듀이는 정직하고 높이 효과적인 주지사로 여겨졌다. 그는 세금을 삭감하고, 교육에 주의 원조를 두배로 하고, 주의 피고용인들을 위하여 월급을 늘이고 1억 달러에 의한 주의 빚을 줄였다. 추가적으로 그는 국가에서 고용에 인종 차별을 금지한 주의 첫 법률을 성취하였다. 주지사로서 듀이는 또한 뉴욕 주립 대학교를 창조한 입법에 서명하였다. 그는 또한 결국적으로 그의 명예에 이름을 딴 뉴욕 주립 고속도로의 창조에 주요 역할을 하였다. 그는 또한 뉴욕 주립 정치를 지배하고 국내 정치에 영향력을 끼치는 데 자신을 허용한 강력한 정치 조직을 창조하기도 하였다.

## 대통령 입후보

### 1940년

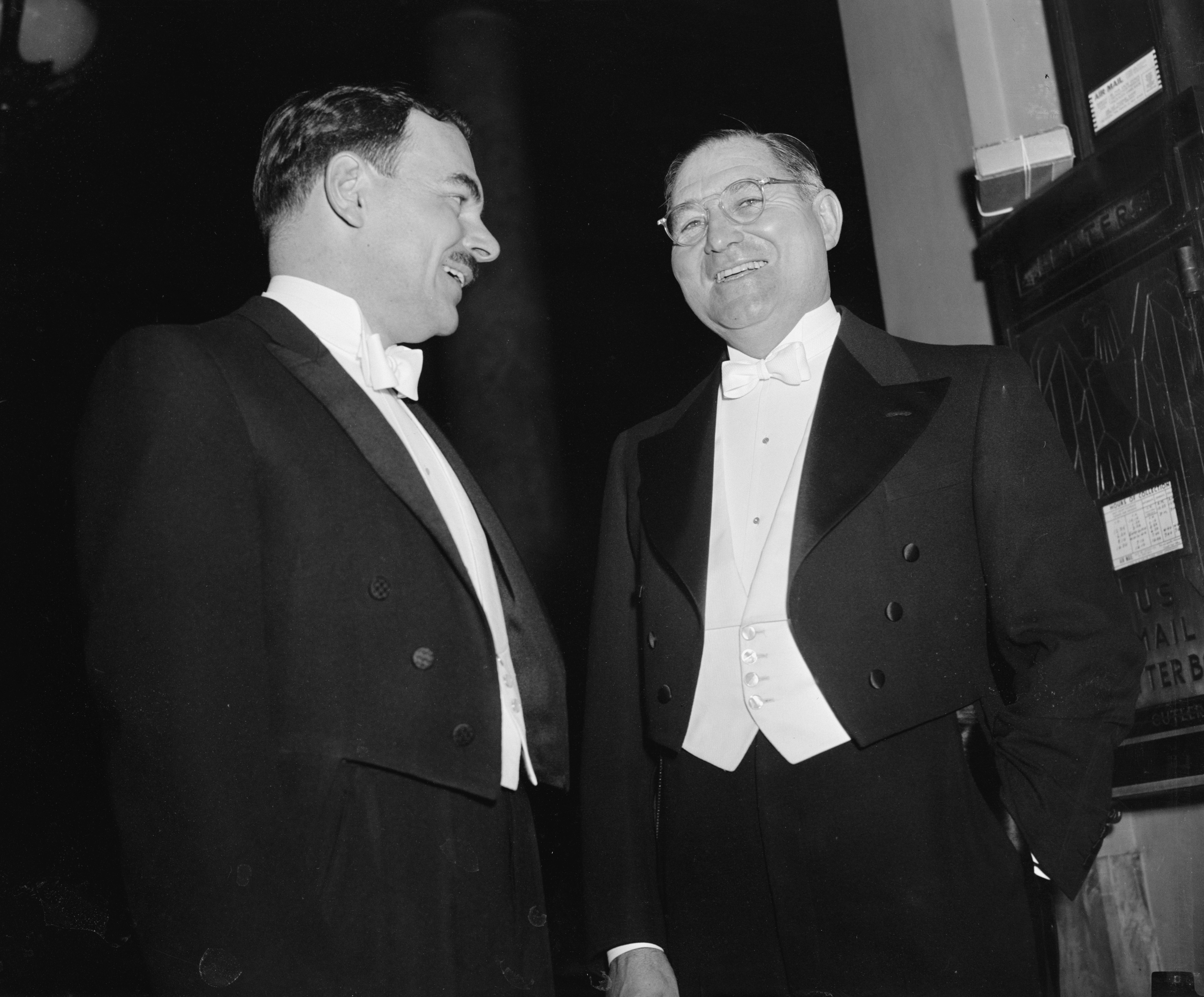
선거 운동 관리인 러셀 스프라그와 함께(1939년)

듀이는 1940년 공화당 대통령 후보 지명을 위하여 나갔으나 웬들 윌키에게 패하였다. 선거 운동의 대부분을 위하여 듀이는 후보 지명을 위한 총아로서 숙고되었으나 1940년 서유럽을 통하여 나치 독일이 휩쓸면서 그의 힘이 빠졌다. 어떤 공화당의 당수들은 당시 38세였던 듀이를 너무 어린 것과 제2차 세계 대전을 통하여 국가를 이끄는 데 경험이 없었던 것으로 숙고하였다. 더욱 나가서 나치가 네덜란드, 벨기에와 프랑스를 점령하고 영국을 위협하면서 듀이의 고립주의 자세는 증가적으로 그를 위하여 어려워졌다. 결과로서 많은 공화당원들은 10세 이상이며 연합국에 원조를 옹호한 웬들 윌키를 성원하는 데 전환하였다. 1940년대 동안 듀이의 외교 정책 지위는 전개되었으며 1944년까지 그는 국제주의자와 유엔 같은 조직들의 후원자로 숙고되었다. 1940년 듀이가 처음에 충돌한 자신의 사망까지 자신의 고립주의 의견들과 경제적 보수주의를 유지하려고 한 오하이오주 상원 로버트 태프트가 1940년대와 1950년 초반에 공화당의 통제를 위하여 듀이의 위대한 라이벌이 되려고 한 소식이 있었다. 태프트가 중서부의 대부분과 남부의 일부를 지배한 보수주의적 공화당원들의 당수가 되려고 한 동안 듀이는 북동부와 태평양의 주들에 기지를 둔 중도에서 자유주의 공화당원들의 당수가 되려고 하였다.

### 1944년

1944년 미국 대통령 선거의 결과를 보여주는 지도 (청색이 루스벨트, 적색이 듀이)

듀이는 1944년 공화당 후보 지명을 이겼으나 현직 대통령 프랭클린 D. 루스벨트에 의하여 총선을 패하였다. 시어도어 루스벨트의 딸이자 자신의 요령으로 잘 알려진 사교계 명사 앨리스 루스벨트 롱워스는 듀이에게 그는 흔들 수 없는 조롱의 비트인 그의 얇은 연필의 콧수염에 "웨딩 케이크에 작은 남자"로 언급하였다. 1944년 공화당 전당 대회에서 듀이는 태프트에 의하여 성원된 오하이오주 지사 존 브리커를 쉽게 꺾었고, 그러고나서 그는 보수주의적 공화당원들의 투표들을 이기는 입찰에 브리커를 자신의 러닝메이트로 만들었다. 가을에 열린 총선 운동에서 듀이는 루스벨트의 뉴딜 프로그램에 비효율성, 부패와 공산주의 영향력에 대항하는 개혁 운동을 벌였으나 군사와 외교 정책 토론들을 피하였다. 그가 선거를 패하였어도 듀이는 자신의 4명의 공화당 상대들 중에 아무보다 루스벨트에 더욱 나으게 하였다. 듀이는 20세기에 태어난 것에 첫 대통령 후보였으며 여태까지 공화당 대통령 후보 지명을 이기는 데 최연소자이기도 하였다.
듀이는 자신의 선거 운동에 진주만 공격에 관하여 루스벨트가 미리 알고 있던 것에 고발들을 포함하는 데 준비하였을 때 심각한 실수를 저질러 "그리고 재선되는 것 대신 그는 탄핵되어야 한다."고 추가하였다. 미국이 퍼플 암호를 깬 일본군에 밀고한 이래 미국의 군사는 이 개념에 놀랐다. 조지 마셜 장군은 이 화제에 손대지 않도록 듀이를 설득하기 위하여 지속적으로 노력하였으며 듀이는 굴복하였다.

### 1948년
듀이는 여론 조사원들과 언론계에 의하여 거의 만장일치의 예측에 있던 1948년 미국 대통령 선거에서 공화당 후보였으며 그는 우승자로 예상되었다. "시카고 데일리 트리뷴"은 그 선거 후 헤드라인으로서 "듀이가 트루먼을 꺾는다"고 발간하여 우승자가 현직 대통령 해리 트루먼이었다는 것을 결정적으로 보인 귀환 전에 몇백부를 발행하였다.
참으로 트루먼의 침몰 인기와 트루먼, 헨리 A. 월리스와 스트롬 서먼드 사이에 민주당의 3개로 갈라짐이 주어진 듀이는 멈출 수 없는 것으로 보였다. 공화당원들은 확실한 선거 승리와 듀이가 아무 위험들을 감수하지 않은 것을 파괴하는 것을 피하는 데 자신들이 해야할 전부를 이해하였다. 그는 고맙게 말하여 정치를 초월하는 데 시도하였다. 지속되는 연설은 "당신은 당신의 미래가 아직도 당신을 앞서 있다는 것을 알고 있다"라는 유명한 인용문 같이 비어있는 명백한 진술과 함께 채워졌다. "루이빌 쿠리어저널"에 편집란은 다음과 같이 요약되었다. -
"미래에 아무 대통령 후보들도 이 역사적 4개의 문장들에 자신의 4개의 주요 연설들이 끓여질 수 있는 데 너무 부적절 할 것이다. - 농업은 중요하다. 우리의 강들은 물고기들로 꽉찼다. 당신은 자유주의 없이 자유를 가질 수 없다. 우리의 미래가 앞서있다."
하나의 선거 운동이 멈추면서 듀이는 관중들 중의 큰 수의 어린이들을 보았다. 그는 그들에게 연설하면서 그들이 자신을 보는 데 학교로부터 자신이 그들을 하루 빼먹게 한것에 기뻐야 한다고 말하였다. 한명의 어린이는 "오늘이 토요일이여요"라고 소리치자 관중들은 웃었다.
듀이가 이런 신중하고 모호한 선거 운동을 벌인 이유 주의 일부는 1944년 대통령 후보로서 그의 경험 때문이었다. 그 선거에서 듀이는 자신을 당파로 이끄는 데 루스벨트를 허용하였고, 이것이 자신을 투표들에 비용이 들게 한 것을 믿은 것 같이 느껴졌다. 그와 같이 듀이는 가능한 만큼 당파로 나타나고 자신의 상대를 무시한 동안 자신의 선거 운동의 긍정적인 측면을 강조하는 데 1948년에 납득되었다. 이 전략은 듀이가 트루먼의 아무 비판들에 전혀 응답하지 않은 동안 되풀이적으로 듀이를 비판하고 비웃는 데 트루먼을 허용하면서 주요 실수로 증명하였다.
듀이는 자신을 위하여 또한 문제가 있는 것을 증명한 공화당이 통제한 80회 의회 만큼 보수적이지 않았다. 트루먼은 듀이를 "아무것도 안 하는" 의회로 묶어두었다. 참으로 듀이는 공화당 전당 대회에서 오하이오주 상원 태프트와 그의 보수주의자들을 성공적으로 싸웠고, 태프트는 제2차 세계 대전을 통하여 마저 고립주의자로 남아있었다. 하지만 듀이는 마셜 플랜, 트루먼 독트린, 이스라엘의 승인과 베를린 봉쇄를 성원하였다.
듀이는 되풀이적으로 공산당 탄압에 관여하는 데 그의 당의 우파에 의하여 몰아졌으나 그는 거부하였다. 해럴드 스태슨과 오리건주 예비 선거가 있기 전에 토론에서 듀이는 무법의 미국 공산당에 대항하는 주장을 하여 "당신은 총과 함께 아이디어를 쏠 수 없습니다."라고 말하였다. 그는 공화당 국가 선거 운동 관리자 스타일스 브리지스에게 자신이 "침대 아래를 둘러보지 않았다"는 것을 말하였다. 자신의 패배의 결과로서 듀이는 2번이나 둘다의 선거를 패한 대통령 후보로 지명된 공화당원으로 단 한명이 되었다.

### 1952년
듀이는 1952년 대통령을 위하여 나가지 않았으나 제2차 세계 대전의 가장 인기있던 영웅 드와이트 D. 아이젠하워 장군을 위한 공화당 후보 지명을 안정시키는 주요 역할을 하였다. 1952년 대통령 선거 운동은 공화당 통제를 위하여 듀이와 태프트 사이에 치열한 경재에서 절정의 순간이었다. 태프트는 공고된 후보였고 나이가 들면서 1952년이 대통령직을 이기는 데 자신의 마지막 기회였다는 것을 자유롭게 인정하였다. 듀이는 태프트를 상대로 나가는 데 아이젠하워를 확신시키는 데 주요 역할을 하였고, 아이젠하워가 후보가 되었을 때 듀이는 그가 뉴욕주와 다른 곳에서 사절단의 성원을 이기는 데 자신의 권력적인 정치기계를 이용하였다. 공화당 전당 대회에서 듀이는 아이젠하워 뒤의 실질적 권력으로서 친태프트 파의 사절단과 연설자들에 의하여 용어상으로 공격을 당하였으나 그는 아이젠하워가 후보 지명을 이기는 것을 보고 마지막으로 태프트의 대통령직 희망들을 끝내는 만족을 가졌다. 듀이는 그러고나서 캘리포니아주의 상원 리처드 닉슨이 아이젠하워의 러닝메이트가 되는 도움을 주는 데 주요 역할을 하였다. 그해 후순 아이젠하워가 대통령직을 이겼을 때 허버트 브라우넬 같은 많은 듀이의 가까운 측근과 조언자들이 아이젠하워 행정부에서 지도적인 인물이 되려고 하였다.

## 이후의 경력

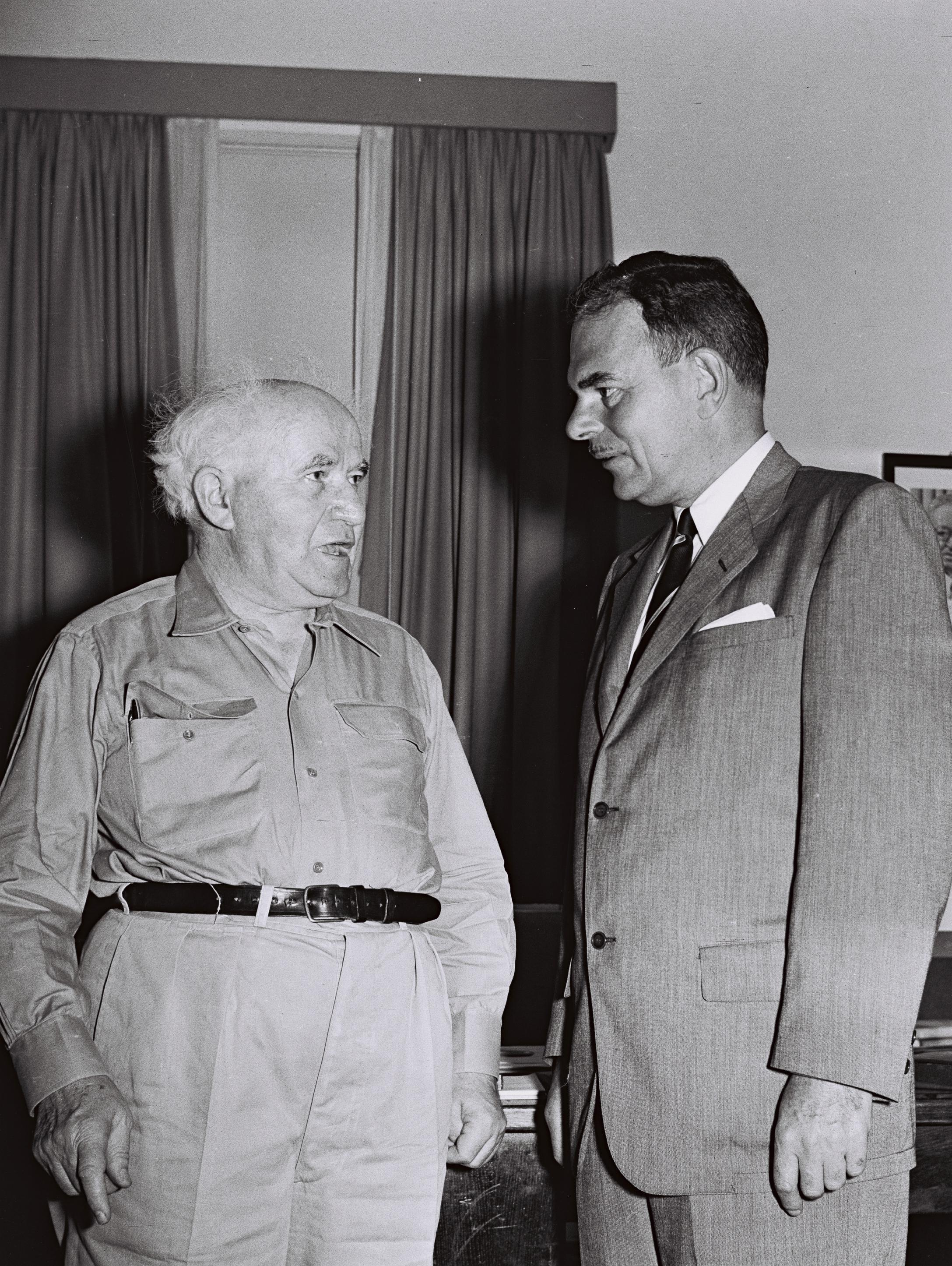
1955년 10월 다비드 벤구리온을 방문한 듀이

자신이 공화당의 장면 뒤에 막후 인물로 남아있었어도 자신이 공공 서비스로부터 퇴작하고 자신의 법률 관행으로 돌아간 1955년 듀이의 주지사로서 3번째 임기 기간이 끝났다. 1956년아이젠하워가 2번째 임기 기간을 위하여 나가려고 하지 않았을 때 그는 후임자로서 자신의 선택 만큼 듀이를 암시하였으나 당수들은 그들이 아직 다시 듀이에게 후보 지명을 맡기려 하지 않았던 것을 평범하게 만들었고, 최후적으로 아이젠하워는 재선을 위하여 나가기로 결정하였다. 듀이는 또한 닉슨을 아이젠하워의 러닝메이트로 간직하는 데 그를 납득시킨 그해에 주요 역하을 하기도 하였으며 아이젠하워는 공화당 공천 후보로부터 닉슨을 버리고 자신이 적게 당파심과 보수적을 느낄 이들을 뽑는 것을 숙고하였다. 하지만 아이젠하워가 민주당원들로부터 몇몇의 투표들을 이긴 동안 듀이는 공천 후보로부터 닉슨을 버리는 것이 공화당원 투표인들 만을 화나게 할 것이라고 주장하였다. 듀이의 주장들은 아이젠하워가 공천 후보에 닉슨을 간직하도록 납득시킨 도움을 주었다. 1960년 듀이는 민주당원 존 F. 케네디를 상대로 닉슨의 대통령 선거 운동을 강하게 성원하려고 하였다.
1960년대에 보수파가 공화당 안에서 더욱 더 권력을 취하면서 듀이는 당의 문제들로부터 더욱 더 자신을 빼냈다. 1964년 공화당이 보수적 당수로서 태프트의 후임자로 애리조나주의 상원 배리 골드워터에게 대통령 후보 지명을 주었을 때 듀이는 전당 대회에 참석하는 것 마저 거절하였고 그것은 1936년 이래 자신이 놓친 첫 공화당 전당 대회였다. 린든 B. 존슨 대통령은 미국 대법원의 의석은 물론, 듀이에게 몇몇의 최고급 직위들을 제공하였으나 듀이는 겸손하게 그것들을 전부 거절하여 오히려 정치적 퇴직에 남고 자신의 높이 유리한 로펌에 집중하는 데 좋아했다. 1960년대 초반까지 듀이의 법률 관행은 그를 억만장자로 만들었다.
1960년대 후반에 듀이는 자신의 가장 친한 친구들 팻과 마지 호건의 사망과 자신의 부인의 장기적으로 고통을 준 암과 투병에 의하여 슬퍼졌다. 프랜시스 여사는 3년 이상 동안 암과 투병 후 1970년 여름에 사망하였다. 1971년 초순에 듀이는 여배우 키티 카리슬과 데이트하기 시작하였고, 그들 사이의 결혼 이야기가 있었다. 하지만 그해 3월 16일 그는 플로리다주 마이애미에서 휴가를 보낸 중에 갑작스런 심근 경색으로 사망하였다. 그는 당시 68세였다. 그와 그의 부인은 둘다 뉴욕주 폴링에 있는 묘지에 안장되었고, 그의 대플미어 농장은 팔렸고 그의 영예에 "듀이 레인 농장"으로 다시 이름이 지어졌다.

## 유산
1964년 뉴욕주 입법부는 공식적으로 뉴욕 주립 고속도로를 듀이의 명예에 이름을 따서 다시 이름을 지었다. 하지만 공식적 지정은 도로에 드물게 참조로 사용되었고, 명명은 상대적으로 주에서 가장 크고 중요한 인구 통계 학적 존재를 이룬 많은 이탈리아계 미국인들에 의하여 반대되었다. 하지만 브롱크스에서 브루크넌 익스프레스웨이의 종점으로부터 코네티컷주 라인을 잇는 주간 고속도로 95는 거버너 토머스 E. 듀이 고속도로로 이름이 지어졌다.
정치와 공공 생활에서 그의 세월로부터 듀이의 공식적 문서들은 로체스터 대학교에 주어졌으며 그것들은 대학 도서관에 수용되었고, 역사가와 다른 저자들에게 이용될 수 있다.
2005년 뉴욕 법조계 협회는 듀이의 이름을 딴 상이 있다. 듀이 밸런타인 LLP의 로펌에 의하여 후원된 토머스 E. 듀이 메달은 뉴욕의 5개 군들 (뉴욕, 킹스, 퀸스, 브롱크스와 리치먼드)의 각각에서 한명의 뛰어난 보조 지방 검사에게 해마다 수여되었다. 메달은 그해 11월 29일 처음으로 수여되었다.

## 역대 선거 결과
| 선거명      | 직책명        | 대수 | 정당   | 득표율 | 득표수 (선거인단)    | 결과 | 당락             |
| ----------- | ------------- | ---- | ------ | ------ | -------------------- | ---- | ---------------- |
| 1938년 선거 | 뉴욕 주지사   | 46대 | 공화당 | 49.02% | 2,326,982표          | 2위  | 낙선             |
| 1942년 선거 | 뉴욕 주지사   | 47대 | 공화당 | 52.10% | 2,148,546표          | 1위  | 뉴욕 주지사 당선 |
| 1944년 선거 | 미국의 대통령 | 32대 | 공화당 | 45.89% | 22,017,617표 (99명)  | 2위  | 낙선             |
| 1946년 선거 | 뉴욕 주지사   | 47대 | 공화당 | 56.92% | 2,825,633표          | 1위  | 뉴욕 주지사 당선 |
| 1948년 선거 | 미국의 대통령 | 33대 | 공화당 | 45.07% | 21,991,291표 (189명) | 2위  | 낙선             |
| 1950년 선거 | 뉴욕 주지사   | 47대 | 공화당 | 53.11% | 2,819,523표          | 1위  | 뉴욕 주지사 당선 |